# Кимпурі-Сурдук
Кимпурі-Сурдук (рум. Câmpuri-Surduc) — село у повіті Хунедоара в Румунії. Входить до складу комуни Гурасада.
Село розташоване на відстані 324 км на північний захід від Бухареста, 28 км на захід від Деви, 122 км на південний захід від Клуж-Напоки, 104 км на схід від Тімішоари.

## Населення
За даними перепису населення 2002 року у селі проживали 394 особи, з них 392 особи (99,5%) румунів. Рідною мовою 393 особи (99,7%) назвали румунську.